# Benoît-Marie Langénieux
Benoît-Marie Langénieux (Villefranche-sur-Saône, 15 ottobre 1824 – Reims, 1º gennaio 1905) è stato un cardinale e arcivescovo cattolico francese.

## Biografia
Compì i propri studi umanistici a Parigi presso il seminario di St-Nicolas du Chardonnet sotto la guida del teologo Dupanloup, e poi teologia al seminario di St-Sulpice, dove venne ordinato sacerdote nel 1850 e curato della chiesa di St-Roch, incarico che ricoprì per nove anni sino a divenire nel 1859 promotore diocesano e curato di St-Ambrose nel 1863 e poi ancora di St-Augustin nel 1868.
Vicario generale di Parigi e arcidiacono di Notre Dame dal 1871, divenne vescovo di Tarbes il 25 luglio 1873, e venne consacrato nella cattedrale di Parigi da Joseph-Hippolyte Guibert, arcivescovo di Parigi, assistito da Frédéric de Marguerye, vescovo emerito di Autun, e da Jacques Jeancard, vescovo titolare di Ceramo. Promosso alla sede metropolitana di Reims il 21 dicembre 1874, egli riuscì ad ottenere dal governo due milioni di franchi per il restauro della cattedrale di Reims ed assicurò ai Trappisti l'antica abbazia di Igny ed agli Oratoriani assegnò il priorato di Binson. A Châtillon fece erigere una statua colossale di Urbano II il cui culto venne promosso direttamente da Roma.
Creato cardinale presbitero nel concistoro del 7 giugno 1886, ricevette la berretta ed il titolo cardinalizio di San Giovanni a Porta Latina il 17 marzo 1887. Durante gli anni del suo cardinalato fu grande amico di Leone XIII che lo coinvolse nelle vicende riguardanti l'amministrazione del clero francese e fu grande promotore della causa di santificazione di Giovanna d'Arco. Prese parte al conclave del 1903 che elesse papa Pio X.
Morì il 1º gennaio 1905 a Reims. La sua salma venne esposta e sepolta nella cattedrale di Reims.

## Genealogia episcopale e successione apostolica
La genealogia episcopale è:
- Cardinale Scipione Rebiba
- Cardinale Giulio Antonio Santorio
- Cardinale Girolamo Bernerio, O.P.
- Arcivescovo Galeazzo Sanvitale
- Cardinale Ludovico Ludovisi
- Cardinale Luigi Caetani
- Cardinale Ulderico Carpegna
- Cardinale Paluzzo Paluzzi Altieri degli Albertoni
- Papa Benedetto XIII
- Papa Benedetto XIV
- Papa Clemente XIII
- Cardinale Marcantonio Colonna
- Cardinale Giacinto Sigismondo Gerdil, B.
- Cardinale Giulio Maria della Somaglia
- Cardinale Carlo Odescalchi, S.I.
- Vescovo Eugène de Mazenod, O.M.I.
- Cardinale Joseph Hippolyte Guibert, O.M.I.
- Cardinale Benoît-Marie Langénieux

La successione apostolica è:
- Vescovo Claude-Thierry Obré (1878)
- Vescovo Désiré-Joseph Dennel (1880)
- Vescovo Jean-Baptiste-Marie-Simon Jacquenet (1881)
- Vescovo Joseph-Maxence Péronne (1884)

## Stemma
| Stemma | |
| ------ | --- |
|        | Benoît-Marie Langénieux Cardinale, Arcivescovo di Reims D'azzurro alla croce potenziata d'argento. Lo scudo, accollato a una croce astile patriarcale d'oro, posta in palo, è timbrato da un cappello con cordoni e nappe di rosso. Le nappe, in numero di trenta, sono disposte quindici per parte, in cinque ordini di 1, 2, 3, 4, 5. |